# Prade
Prade – wieś w Słowenii, w gminie miejskiej Koper. 1 stycznia 2018 liczyła 1233 mieszkańców.